# Ernestina A. López
Ernestina A. López de Nelson (1879–1965) là một nhà giáo dục người Argentina và là nhà hoạt động vì quyền phụ nữ, là người đại diện của Argentina cho Ủy ban Phụ nữ liên Mỹ từ khi thành lập vào năm 1928 vào những năm 1940. Bà là người phụ nữ đầu tiên ở Argentina kiếm được bằng tiến sĩ văn học và là người sáng lập Hiệp hội các nữ sinh đại học của Argentina.

## Tiểu sử
Ernestina A. López sinh ngày 18 tháng 1 năm 1879 tại Buenos Aires, Argentina đến Cándido và Adriana W. López. Bà bắt đầu sự nghiệp giảng dạy của mình và trở thành Giám đốc của Trường Người mẫu Sarmiento. Năm 1890, bà thành lập Liceo Nacional de Señoritas và sau đó làm Hiệu trưởng trường này. Năm 1901, bà nhận được bằng tiến sĩ đầu tiên được cấp cho một người phụ nữ về văn học và triết học từ Đại học Buenos Aires và năm 1902 gia nhập 31 phụ nữ khác bao gồm Petrona Eyle, Cecilia Grierson, Sara Justo, bà chị Elvira López, Anna Pintos, và Elvira Rawson de Dellepiane thành lập Hội Phụ nữ Đại học Argentina (tiếng Tây Ban Nha: Asociación de Mujeres Universitarias de Argentinas (AMUA), như một phương tiện giải quyết các thành kiến lao động đối với phụ nữ và sinh viên tốt nghiệp đại học nữ. Nhóm đã tích cực làm việc để đạt được các quyền hợp pháp, công dân và giáo dục cho phụ nữ. Năm 1904, López tham dự hội chợ triển lãm quốc tế St. Louis là đại biểu của Argentina cho Hội đồng Giáo dục Quốc gia.
Bắt đầu từ năm 1908, AMUA đã tổ chức Đại hội Nữ quyền Quốc tế đầu tiên của Argentina (PCFIRA) (tiếng Tây Ban Nha: Primer Congreso Femenino Internacional de la República Argentina) diễn ra từ ngày 18 đến 23 tháng 5 năm 1910. López không chỉ là người tham dự, mà bà ấy đã trình bày bài giảng của hội nghị cho gần 1.000 người tham dự.

## Sách tham khảo
- Carlson, Marifran (ngày 1 tháng 8 năm 2005). ¡Feminismo!: The Woman's Movement in Argentina. Chicago Review Press. ISBN 978-1-61373-337-0.
- Girbal-Blacha, Noemí María; Mendonça, Sonia Regina de (ngày 1 tháng 1 năm 2007). Cuestiones agrarias en Argentina y Brasil: conflictos sociales, educación y medio ambiente. Prometeo Libros Editorial. ISBN 978-987-574-200-0.
- Lee, Muna; Cohen, Jonathan (2004). A Pan-American Life: Selected Poetry and Prose of Muna Lee. Univ of Wisconsin Press. ISBN 978-0-299-20234-7.
- Martin, Percy Alvin (1935). Who's Who in Latin America: A Biographical Dictionary of the Outstanding Living Men and Women of Spanish America and Brazil (ấn bản thứ 1). Stanford University Press. ISBN 978-0-8047-2315-2.
- Miller, Francesca (1991). Latin American Women and the Search for Social Justice. UPNE. ISBN 978-0-87451-558-9.
- Montserrat, Marcelo; Andermann, Jens (2000). La ciencia en la Argentina entre siglos: textos, contextos e instituciones. Ediciones Manantial. ISBN 978-987-500-051-3.
- Pan American Union (January–June 1922). "Bulletin of the Pan American Union". Quyển LIV. Washington, DC: Government Printing Office. {{Chú thích tạp chí}}: Chú thích magazine cần |magazine= (trợ giúp)Quản lý CS1: năm (liên kết)